# Gérard Chouchan
Gérard Chouchan (* 1934 in Paris; † 21. August 2022) war ein französischer Regisseur und Drehbuchautor.

## Leben
Chouchan studierte in Paris am IDHEC. Nach einigen Filmen als Regieassistent debütiert er 1964 mit der Dokumentarreihe Les femmes aussi als Regisseur. Es folgen weitere Dokumentarfilme (Un couple comme les autres, 1966 und Odette en Prison, 1968). 
Chouchan ist auf eine wirklichkeitsnahe Sprache bedacht. Über den Umweg der Dokufiktion kam er zur Umsetzung von Spielfilmen. 1972 entstand Gestohlener Sonntag mit Pierre Santini. Zu seinen bekanntesten Arbeiten zählt das authentisch wirkende Drama Fou comme François (1977) mit Michel Creton und Claude Jade, in dem wegen der Arbeitslosigkeit des Mannes die Ehe zerbricht. Mit Marina Vlady drehte er 1981 den Film Fort comme la mort („Stark wie der Tod“). In dieser Maupassant-Verfilmung um die Selbstzerstörung eines Malers (Michel Vitold) spielt Vlady die Anne de Guilleroy. 
Chouchans letzter Spielfilm war 1986 La guerre du cochon mit Jean Yanne. Danach arbeitete er als Regisseur für Lehrfilme.